# Usseau (Vienne)
 Usseau  es una población y comuna francesa, situada en la región de Poitou-Charentes, departamento de Vienne, en el distrito de Châtellerault y cantón de Saint-Gervais-les-Trois-Clochers.

## Demografía
| 439 | 383 | 383 | 489 | 521 | 573 |
| Para los censos de 1962 a 1999 la población legal corresponde a la población sin duplicidades (Fuente: INSEE [Consultar]) |     |     |     |     |     |